# Juan de Saavedra
Juan de Saavedra (Valparaíso de Arriba (Campos del Paraíso), Conca − Chuquinga, Perú, 21 de maig de 1554) va participar en la conquesta del Perú i Xile i se'l considera el descobridor de Valparaíso.
Va militar a les ordres de Diego de Almagro. A la primera expedició cap a Xile el 1535, Almagro va enviar a Juan de Saavedra a reconèixer les costes a l'embarcació que li havia portat reforços des del Perú. Saavedra va arribar fins a la zona de Alimapu, que va anomenar Valparaíso, com el seu poble natal.
En tornar d'aquella expedició, Hernando Pizarro va pretendre atreure al seu bàndol a Saavedra amb els seus homes, però aquest era enemic de lluites fratricides, no va voler acceptar el tracte i es va apartar dels dos caps, quan va saber que Cristóbal Vaca de Castro havia arribat al Perú com a governador amb poders de Rei, es va allistar sota la bandera d'aquest, i es va distingir a la batalla de Chupa el 1542, en què va ser vençut Diego de Almagro el Jove.
Va tornar a Espanya i està enterrat a l'església de Sant Miquel Arcàngel de Valparaíso de Arriba.